# Zuelania guidonia
Zuelania guidonia är en videväxtart som först beskrevs av Swartz, och fick sitt nu gällande namn av Nathaniel Lord Britton och Millspaugh. Zuelania guidonia ingår i släktet Zuelania och familjen videväxter. Inga underarter finns listade i Catalogue of Life.